# Autentisk tonart
En autentisk tonart är någon av de fyra tonarter som används inom gregoriansk sång vars grundton (tonika) är den lägsta tonen på skalan, frånsett möjligheten att lägga till ytterligare en ton nedanför. Med det naturliga diatoniska tonarten C-dur som jämförelse är dessa tonarter uppkallade efter den ton med vilken de börjar: D (dorisk), E (frygisk), F (lydisk) och G (mixolydisk skala). De andra fyra gregorianska tonarterna är plagala och skiljer sig därför från de autentiska tonarterna i omfång och recitativa toner.
Den västerländska monofoniska musiken tog form mellan 500-talet och det tidiga 800-talet, men det finns inga faktiska källor eller noter från denna tid. Under det sena 700-talet kom ett system av åtta modala tonarter att förknippas med den gregorianska sången. Systemet kom förmodligen från det medeltida bysantinska systemet oktōēchos, vilket var ett sätt att strukturera och beskriva tonarter, vilket antyds av de icke-hellenistiska grekiska beteckningarna i de tidigaste västerländska källorna från ca 800.  Oberoende av detta skapade Hucbald (840-930) ett system av åtta indelade tonarter med två huvudtyper: autentisk och plagal. De autentiska tonarterna var de udda; 1, 3, 5, och 7. Tenoren, eller dominanten (motsvarande recitativtonen i psalmer), ligger fem steg över grundtonen med undantag för den tredje skalan (den frygiska), där den ligger sex steg över. Detta beror på att den femte tonen över tonikan i den frygiska skalan är den instabila B/B♭.